# Tiš'a be-av

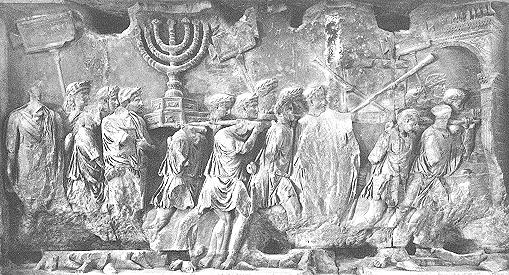
Menora z Druhého chrámu je triumfálně nesena římskými vojáky po potlačení židovského povstání (reliéf na Titově oblouku v Římě).

Tiš'a be-av (hebrejsky תשעה באב‎, doslova 9. av) je židovský postní den, který se drží 9. den měsíce av. Je to tragický den židovských dějin a nejsmutnější den židovského kalendáře, neboť se v tento den připomíná výročí zničení obou jeruzalémských chrámů a dalších tragických událostí.

## Tragické události
Začátek tradování Tiš'a be-av je datován od druhého roku po odchodu z Egypta. Podle tradice právě v tento den odmítli Izraelité vstoupit do Kanaánu a byli potrestáni 40letým putováním na poušti. Hospodin měl tehdy určit tento den jako datum všech budoucích pohrom, které Izrael postihnou.
- 586 př. n. l. zničení Šalamounova chrámu babylonským králem Nebukadnesarem II., podle Starého zákona byl vypálen 7.[3] či 10.[4] av, dle Talmudu 9. až 10.
- 70 n. l. zničení Druhého chrámu Římany a jejich vítězství v první židovské válce, ztráta národní samostatnosti a odchod většiny Židů do diaspory
- 135 n. l. porážka povstání Bar Kochby (druhá židovská válka) a s ním související vyvraždění obyvatelstva města Bejtar. Definitivní stvrzení vyhnání Židů ze Země izraelské.
- 1290 vyhnání Židů z Anglie ediktem Eduarda I.
- 1492 vyhnání Židů ze Španělska na základě Dekretu z Alhambry (7. av 5252).
- 1914 vyhlásilo Německo válku Rusku. Toto datum (1. srpna) je pokládáno za jeden z počátků první světové války.
- 1942 počátek deportace obyvatel varšavského ghetta do vyhlazovacího tábora Treblinka.

Tento den se případně připomínají i jiné tragédie, např. šoa (celá nacistická genocida) kvůli výročí z roku 1942, i když oficiální připomínka jom ha-šo'a byla stanovena dle data začátku povstání ve varšavském ghettu o rok později. Další událostí je útok ze 7. října 2023.

## Zvyky
Půst 9. avu je na téměř stejné úrovni přísnosti jako půst na Jom kipur. Trvá více než 24 hodin – od západu slunce do objevení hvězd. Nenosí se kožená obuv ani kožené doplňky, nestuduje se Tóra, nezdraví se ani se neodpovídá na pozdrav. Při modlitbách je přikázáno od západu slunce do poledne následujícího dne sedět v hlubokém smutku na zemi nebo nízké stoličce. Čte se kniha „Ejcha“, tj. Pláč Jeremjášův a pronáší se kinot, což jsou žalozpěvy. Světla v synagogách jsou ztlumena a modlitby jsou předčítané ve smutečním tónu.
Připomínají se příčiny zboření prvního Chrámu, o kterých tradice hovoří jako o důsledku hříchů. Těmi jsou: modloslužba, smilstvo a vraždy. V Bibli existují rozpory ohledně dne – dle 2. knihy Královské začalo ničení Jeruzaléma již 7. avu, dle knihy Jeremjáše byl samotný Chrám zapálen 10. avu. O půstech v těchto dnes se poprvé hovoří v knize Zacharjáš, přičemž pátým měsícem je na všech těchto biblických místech míněn právě měsíc av.
| „                     | Sedmého dne pátého měsíce v devatenáctém roce vlády Nebúkadnesara, krále babylónského, přitáhl do Jeruzaléma Nebúzaradán, velitel tělesné stráže, služebník babylónského krále. Vypálil Hospodinův dům i dům královský a všechny domy v Jeruzalémě; všechny význačné domy vypálil ohněm. Celé kaldejské vojsko, které bylo s velitelem tělesné stráže, zbořilo hradby kolem Jeruzaléma. | “ |
| — 2 Královská 25,8-10 | |   |

Zničení druhého Chrámu je přičítáno vzájemné nenávisti mezi lidmi (sin'at chinam). Otázky po těchto příčinách mohou přinést poučení z historie. Právě v souvislosti s nenávistí a zničením druhého Chrámu má své místo v Talmudu alegorický příběh.
| „           | V Jeruzálemě žil bohatý muž a rozhodl se uspořádat hostinu. Poslal tedy sluhu, aby předal pozvánky, včetně jeho nejlepšímu příteli Kamcovi. Sluha se ovšem spletl a pozvánku donesl jeho nepříteli Bar Kamcovi. Ten pozvání přijal avšak, když se dostavil na hostinu, setkal se s nevlídným chováním v podobě vyhození. Nabídl tedy, že zaplatí za svou porci, ale hostitel mu odvětil stručným ne. Když nebyla přijata ani nabídka, že zaplatí polovinu celé hostiny, zmocnila se ho neutěšitelná touha po pomstě. Proto řekl císaři, že Židé plánují povstání. Aby to dokázal, poradil císaři, nechť jim pošle obětní zvíře a sám pak uvidí, zdali jej přijmou. Císař tak učinil, ale Bar Kamca mu po cestě poškodil pysk a učinil jej tak nepřijatelným pro obětování. V Jeruzálemě na tuto vadu přišli a začalo tak dohadování o správné reakci tak, aby neporušili zákon a zároveň neurazili císaře. Nakonec uznali, že bude vhodnější dar přijmout. Rabi Zacharja však namítl, že Tóra to nedovoluje. Dokonce začaly dohady, zda nezabít Bar Kamcu, neboť by se tak císař o nepřijetí nevhodné oběti nedozvěděl. Znovu ale rabi Zacharja nesouhlasil a zapříčinil se o to, že zvíře nepřijali. To však způsobilo, že císař vydal rozkaz dobýt město. A tak byl zničen Chrám. | “ |
| — Gitin 57a | |   |